# HD 58155
HD 58155，又名CD-31 4437，SAO 197925、HR 2819，是一颗恒星，视星等为5.43，位于銀經244.86，銀緯-7.9，其B1900.0坐标为赤經7h 19m 11.2s，赤緯-31° -7.9′ 51″。